# Sörsidan
Sörsidan är en ort på Åstön i Tynderö socken i Timrå kommun, Västernorrlands län. Orten klassades till och med år 2005 som en småort.